# Hof bei Straden
Hof bei Straden là một đô thị thuộc huyện Radkersburg thuộc bang Steiermark, nước Áo. Đô thị Hof bei Straden có diện tích 17,18 km², dân số thời điểm cuối năm 2005 là 881 người.